# Vay család

A vayai és luskodi Vay család 1783-as bárói címere

A Vay címer 1418-ból

A gróf Vay család címere

A Vay család, más néven Vay de Vaja et Luskod (magyarul: vajai és laskodi Vay), egy ősi magyar nemesi család, amely Szabolcs vármegye Vaján településéről származik. A vidék egyik legrégebbi családjai közé tartozik, és évszázadok során bárói, később egyik ága grófi címet is viselt. A család a mai napig fennmaradt.

## Története
A család eredetéről az első adat 1295-ből való oklevélből származik, mely szerint IV. László (Kun László) király a Szatmár megyei Vaja (Voya) földjének egy részét, mely előtte az örökös nélkül elhalt Bonyka fia Ivánkáé volt Arteus fia Miklósnak (Nycolao filio Arthaus) és Máté fia Gábornak (Gabriano filio Mathe), a Vay család ősének adományozta.
Ősi birtokaik voltak Vaján kívül a ma Kántorjánosi határába olvadt Laskod (Luskod), és a Nyírmada határába olvadt Csokaly is.
A család leszármazásában az első ismert őse, melyet már vajai előnévvel említettek a 14. század közepe után (1380 körül) élt V. Dénes (de Waja) volt, kinek Pál nevű fia (1408-1445) szarvaskői várnagy, felesége Petry Klára volt, két fia Domokos (1463) és Vince (1463) volt ismert.
- Domokos három fia közül

- Imre (1516) váradi kanonok volt,
- Ferenc (1516) és
- II. Pál (1524) meghalt 1544 előtt. Gyermekei:
- Margit (1544), kinek férje Vay János literatus és
- István (dictus custos, 1544), ki katona volt és kinek Balás (1549) nevű fia volt, és 1560 előtt halt meg. E Istvánnak egy lánya
-Kata (1566),  és három fia volt: Imre (1549), III. Pál (1549) és István (1549. 1560).
- Vince (1463) három fia közül

- János (meghalt 1523 előtt). Egy lánya született: Ilona (1533), kinek férje Vetéssy Ambrús volt.
- Benedek (1523) neje N. Zsófia utóbb Győri Antalné, egy fiuk született: Mihály, aki 1570-ben végrendelkezett.
- Mihály (1524), kinek egy lánya Kata, (özv. 1543-ban), férje Vitkay László volt, és Tamás (1524-1543), Demeter (1525) megh. 1570 előtt, nejei előbb Bőnyei Bora, majd Tivay Ágnes voltak. A negyedik fiú Antal (1525) megh. 1574 körül, neje csicseri Orosz Júlia (özv. 1579) volt.
Antalnak hat gyermeke: négy lány
Anna (1579) férje Jánosi János,
Dora (1579) férje Laskodi Bánchy János,
Zsuzsi (1579) és Kata (1579) férje Tussay Miklós (1599) volt.
Fiai
- László (1579) és
- II. Péter.
- II. Péter (1575. 1647) 1597. szabolcsi alispán, neje csepei Zoltán Anna volt.

Öt gyermekük született: kettő lány és három fiú. Ö vitte tovább a családi ágat:
gyermekei:
- Kata (Szemere László özvegye 1688)
- Erzse (1. Várady István, 2. Palásthy Ferenc)
- I. Ábrahám (1666) (Ibrányi Anna)
-  Mihály (mh. 1707) (Kendeffy Mária)
- I. Ádám (1681) meghalt: 1711., ki II. Rákóczi Ferenc udvari marsalja volt. (Első neje: Fekete Erzse, a 2. neje: báró Zay Anna volt.
gyermekei:
Első nejétől:
- Erzsébet (1680−17??) 1. férje Bethlen Mihály, 2. Dujardin Ferenc
- Péter (1681−1682)
- Anna (1683−1736), férje: báró Kemény Simon
- Katalin (1684−1768), férje 1701-től gróf Teleki Pál
- II. Ádám (1690−1745) királyi tábl. üln. [katolizált] neje: 1. báró Pongrácz Krisztina, 2. Bene Róza.
- Judit (?−1770) 1. férje: Rédey Mihály, 2. férje: 1718-tól Wass Dániel
Második nejétől:
- Júlia (1700 körül − 1715/1716)
- Sámuel (?−1732) neje: gróf Bethlen Éva, kitől egy lánya, Julianna (gróf Keményné) született.

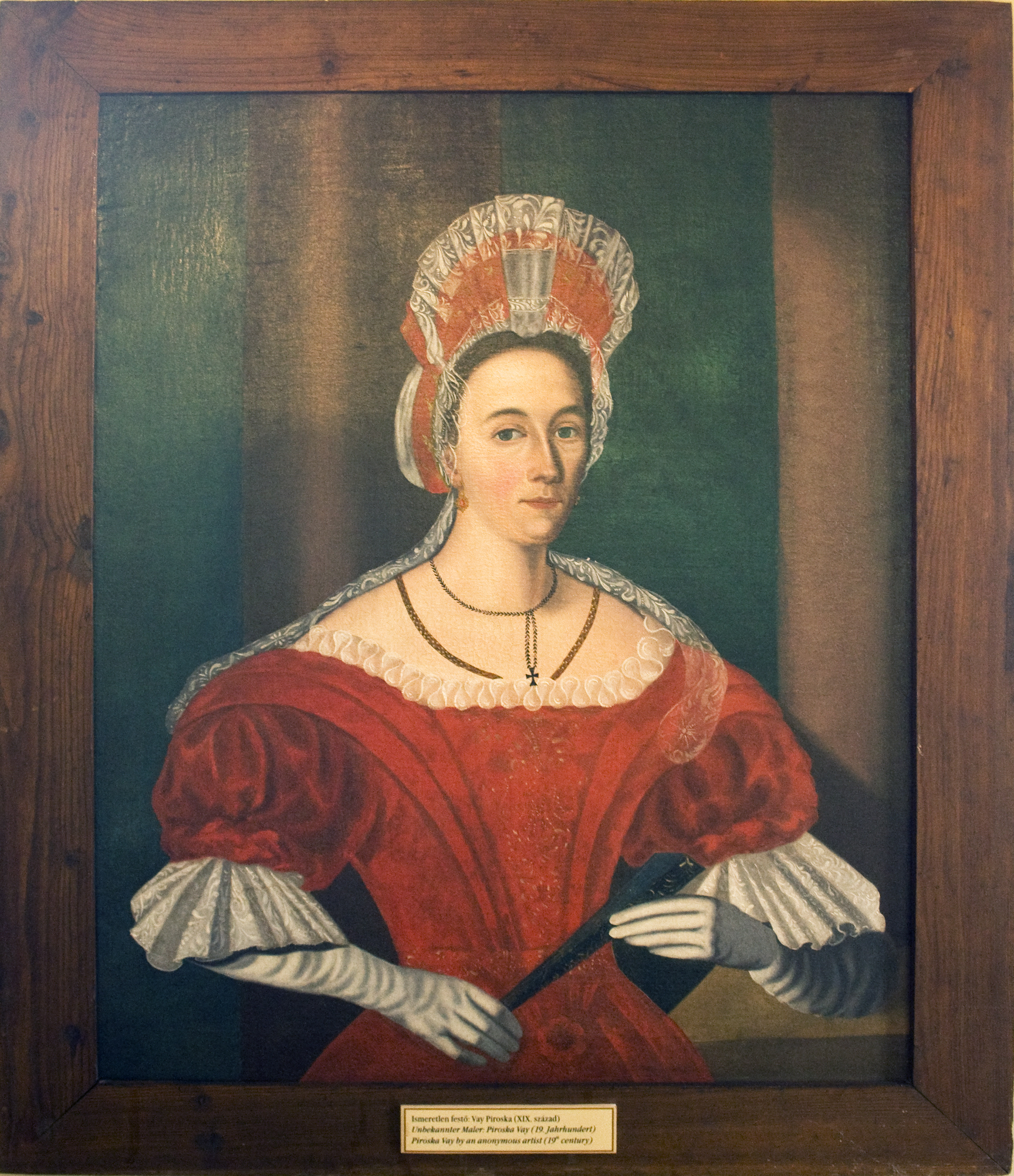
Vay Piroska portréja (19. század) a vajai Vay Ádám Múzeumban

- Klára: (férje: Gerhárd György)

## A Vay család nevezetesebb tagjai

### I. Ádám vonala
- Vay I. Ádám (1657-1719), ki II. Rákóczi Ferenc híve lett.
- Vay II. Ádám (1690-1745)
- Vay III. Ádám báró (meghalt 1768). Neje gróf Toroczkay Ágnes volt - Erdélybe szakadt.
- Vay György (megh. 1787) ifjabb korában a Haller huszároknál volt kapitány.
  - felesége Rozán Mária Erzsébet, házasság 1738. június 29. Csány;[1] meghalt 1779. január 7. Csány;[2]
- Vay Mihály báró (megh. 1768-ban)
- Vay Péter  (meghalt: ifjú korában, 1751-ben)
- Vay Lajos - fiatal korában zászlótartó volt, lováról leesve meghalt.
- Vay V. István - Bécsben született, keresztanyja Mária Terézia volt.
- Vay Tihamér gróf, 1880-as említés szerint Felsővadász kegyura.
- Vay Ilus – színésznő, anyja, Vay Mária Margit Vay I. Ádám 6. leszármazottja.[3]

### Ábrahám vonala
- Vay I. Ábrahám (meghalt 1699/1700), neje: Ibrányi Anna - apja:Vay II. Péter, anyja: csepei Zoltán Anna.
- Vay I. László (1674?−1733) - II. Rákóczi Ferenc híve, (1715. 1725 országgyűlési követ), 1711-ben aláírta a Szatmári békekötést.
- Vay II. Ábrahám (1697−1762) Vay Lászlónak gróf Teleki Borától született fia.
- Vay István királyi tanácsos, meghalt 1800-ban, utódja nem született.
- Vay I. Dániel cs. kir. kamarás, báró. Neje gróf Korda Anna volt. Gyermeke nem született. Meghalt 1798-ban.
- Vay József (Megh. 1824-ben, Alsózsolcán temették el.)
- Vay I. Miklós cs. kir. kamarás, II. Ábrahám fia.
- Vay II. Miklós (1802) Borsodi főispánhelyettes, koronaőr.
- Vay I. Lajos (1848) borsodi főispán.
- Vay Ábrahám (1789 - 1855) Gróf vajai és luskodi, főispán, országgyűlési képviselő, földbirtokos, az MTA egyik alapító és igazgatósági tagja

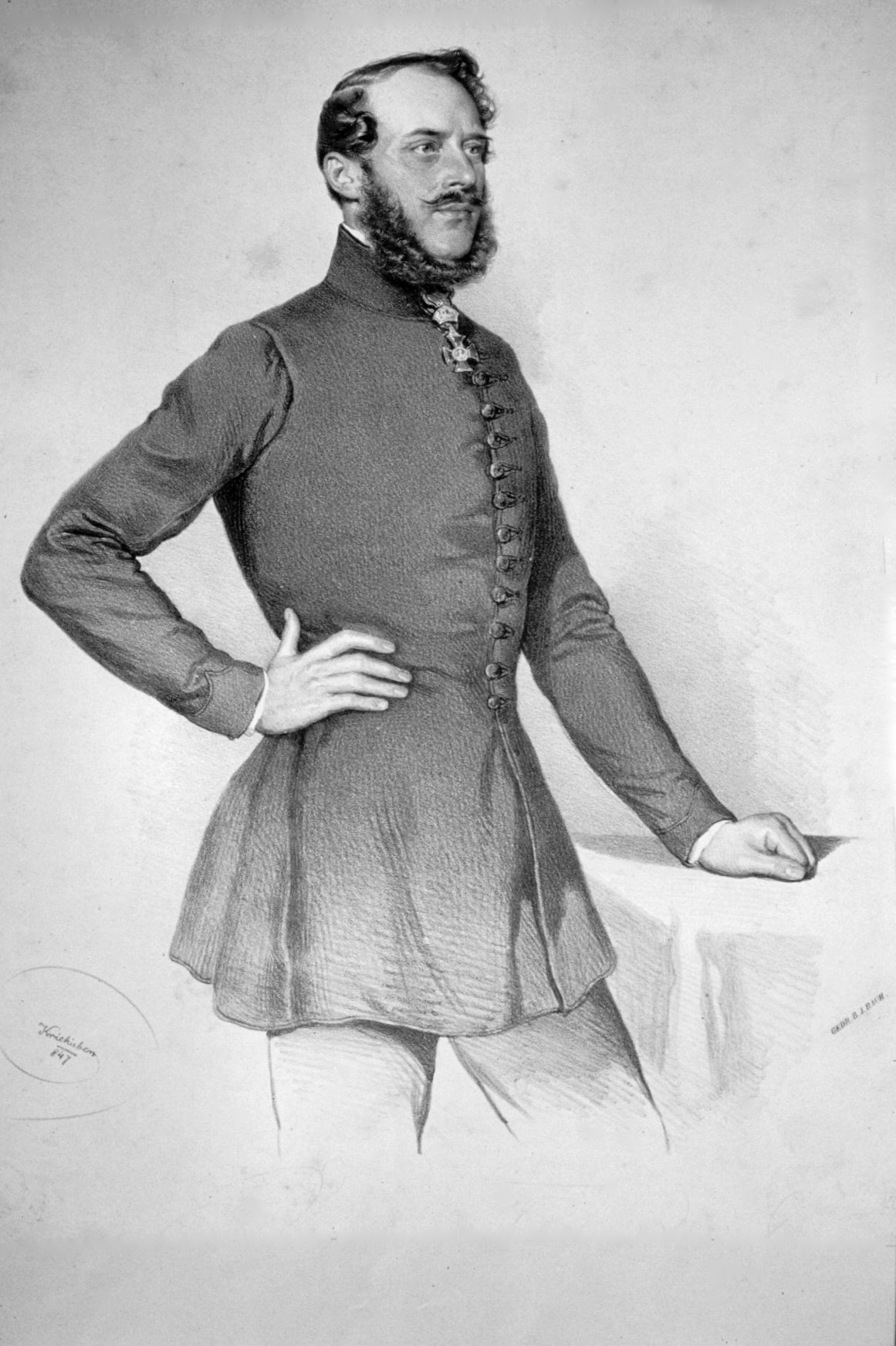
Gróf vajai és luskodi Vay Ábrahám (1789 - 1855)

## Címer
A Vay nemzetség ősi címere egy szarvas volt, mely a családban fennmaradt monda szerint a Tanais vizén átszökve a honfoglaló magyar sereg útját mutatta. Szájában szőlőfürt, fölötte nap, hold és csillag ragyogott.
A címer a bárói és a grófi ranggal a nemzetségi címer tetemesen kibővült.
Bárói címet Ádám vonala kapta. Vay Dániel, utásztiszt, Vay Ábráhám fia, 1783 április 18.-án II. József magyar királytól bárói címet kapott. Vay László, Bihar vármegye táblabírája és neje, irinyi Irinyi Zsuzsanna, valamint gyermekei, viszont 1799. május 10.-én szerezték meg a bárói címet I. Ferenc magyar királytól.
Címere - Pajzs két udvarában zöld téren szarvas fut, fejéből arany agancsok közt kettős kereszt emelkedik ki, szája nyíllal van átütve, fölötte félhold és csillag ragyog.Jobb oldalról a pajzs bal oldali alsó szegletéig rézsútosan font fehér szelemen piros rózsafejet és arany liliomot mutat. A pajzsot bárói korona fedi, felette három koronás sisak. A jobb oldali sisak koronájából két egymásra helyezett fekete sasszárny lebeg, a bal oldali sisak koronájából pedig két elefánt ormány nyúlik ki, a jobb oldali vízirányosan félig ezüst, félig vörös, a másik pedig félig vörös, félig ezüst, és közöttük vörös rózsafej látszik.
Foszladék: jobbról arany-kék, balról ezüst-vörös.
A pajzsot telamonok gyanánt két oldalról kiterjesztett szárnyú fekete sas őrzi, mellükön arany kettős-kereszt ragyog.
Grófi címet vajai Vay Ábrahám (1789-1855) kamarás, Bereg vármegye főispáni adminisztrátora, 1830 szeptember 11.-én kapta I. Ferenc magyar királytól.
Ez a címer még jobban ki lett bővítve, de pecsét hiányában biztosan leírni nem lehet.
A pajzs hat, illetőleg hét osztályra oszlik, egy középpajzzsal, melyben az ősi címer a bárói címer pajzsához nagyon hasonló; a nagyobb pajzs
1. kék udvarában egy fenyőfa mellett ágaskodó vadkecske (gróf Teleki család címere)
2. vörös udvarban talán nyíllal átlőtt bivalyfej (talán a gr. Wass cs. címere).
3.  és 4. oszt.-ban 3-3 félkörű szelemen
5. kék osztályban fiait melle vérével tápláló pelikán (Kazinczy cs.)
6. osztályban oroszlán, első lábát feltartva, fölötte csillag (Mocsáry cs.)
7. alsó közép udvarban három szál rózsabokor látható.
A pajzsot telemonok gyanánt két oldalról két ágaskodó mén őrzi.
Az egész címerpajzsot grófi korona alatt bíbor mennyezet vagy palást veszi körül.

## Kastélyaik
- Vaja várkastélya
- Rákóczi-kastély (Felsővadász) az 1800-as évektől
- Vay-kastély (régi)
- Vay-kastély (új)
- Vay-kastély (Berkesz)
- Vay-kastély (Dubicsány)
- Vay-kastély (Tiszacsege)
- Vay-Serényi-kastély
- Zichy-Vay-kastély